# Lesenceistvánd
Lesenceistvánd [lešenceištvánt] je obec v Maďarsku v župě Veszprém, spadající pod okres Tapolca. Nachází se asi 5 km jihozápadně od Tapolcy a asi 53 km jihozápadně od Veszprému. V roce 2015 zde žilo 947 obyvatel. Dle údajů z roku 2011 tvoří 89,2 % obyvatelstva Maďaři, 2,8 % Romové a 1 % Němci, přičemž 10,7 % obyvatel se ke své národnosti nevyjádřilo.

## Sousední obce
| Růžice kompasu |             | Uzsa           |              | Růžice kompasu |
| Růžice kompasu | Várvölgy    | Sever          | Lesencetomaj | Růžice kompasu |
| Růžice kompasu | Várvölgy    | Lesenceistvánd | Lesencetomaj | Růžice kompasu |
| Růžice kompasu | Várvölgy    | Jih            | Lesencetomaj | Růžice kompasu |
| Růžice kompasu | Lesencefalu |                |              | Růžice kompasu |